# Alexander Milošević
Pour les articles homonymes, voir Milošević.
Alexander Milošević, né le 30 janvier 1992 à Sundbyberg, est un footballeur international suédois, qui évolue au poste de défenseur central.

## Carrière

### En club
Né d'un père serbe et d'une mère suédoise, Alexander Milošević grandit dans le quartier Rissne de Sundbyberg, dans la banlieue nord de Stockholm. C'est également dans le club du quartier, le Rissne IF, qu'il commence le football en catégories de jeunes à l'âge de cinq ans. Il rejoint ensuite le Vasalunds IF, où il poursuit sa formation pendant dix ans, jusqu'à évoluer avec l'équipe première à partir de 2009 en deuxième division suédoise. Après avoir évolué au poste d'attaquant depuis ses débuts, Alexander Milošević se reconvertit au poste de milieu de terrain, puis de défenseur au cours de ses deux dernières années. Le 1er février 2011, il rejoint l'AIK Fotboll. Dès sa première saison en Allsvenskan, la première division de football en Suède, Alexander Milošević est désigné révélation suédoise de l'année 2011.
En décembre 2014, il reçoit une offre pour jouer au RSC Anderlecht pour 3 ans et semble très proche de signer pour le club belge. Cependant, le 7 janvier 2015, c'est pour le club turc du Beşiktaş JK qu'Alexander Milošević s'engage pour une durée de trois ans et demi, avec une option pour deux années supplémentaires. Le transfert est estimé à 1 million d'euros. Le 29 janvier 2015, il dispute son premier match pour le club turc à l'occasion de la réception du Sarıyer SK en Coupe de Turquie.

### En équipe nationale
Le 26 janvier 2013, il célèbre sa première sélection avec l'équipe nationale suédoise en remplaçant  Niklas Backman à la 79e minute du match amical face à la Finlande (3-0).
Le 30 juin 2015, il remporte l'Euro espoirs avec les moins de 21 ans suédois.

## Statistiques
| Saison                | Club                  | Championnat           | Championnat | Championnat | Coupe(s) nationale(s) | Coupe(s) nationale(s) | Supercoupe | Supercoupe | Compétition(s) continentale(s) | Compétition(s) continentale(s) | Compétition(s) continentale(s) | Sélection           | Sélection | Sélection | Total | Total |
| Saison                | Club                  | Division              | M.          | B.          | M.                    | B.                    | M.         | B.         | Comp.                          | M.                             | B.                             | Équipe              | M.        | B.        | M.    | B.    |
| 2009                  | Vasalunds IF          | D2                    | 1           | 0           | 0                     | 0                     | -          | -          | -                              | -                              | -                              | -                   | -         | -         | 1     | 0     |
| 2010                  | Vasalunds IF          | D3                    | -           | -           | -                     | -                     | -          | -          | -                              | -                              | -                              | -                   | -         | -         | 0     | 0     |
| 2011                  | AIK Fotboll           | D1                    | 28          | 0           | 0                     | 0                     | -          | -          | -                              | -                              | -                              | Suède espoirs       | 6         | 1         | 34    | 1     |
| 2012                  | AIK Fotboll           | D1                    | 6           | 1           | 2                     | 0                     | 1          | 0          | -                              | -                              | -                              | Suède espoirs       | 0         | 0         | 9     | 1     |
| 2013                  | AIK Fotboll           | D1                    | 18          | 0           | 0                     | 0                     | -          | -          | -                              | -                              | -                              | Suède espoirs Suède | 10 1      | 1 0       | 29    | 1     |
| 2014                  | AIK Fotboll           | D1                    | 27          | 3           | 1                     | 0                     | -          | -          | C3                             | 3                              | 0                              | Suède espoirs Suède | 3 1       | 1 0       | 34    | 4     |
| 2014-2015             | Beşiktaş JK           | D1                    | 1           | 0           | 2                     | 0                     | -          | -          | -                              | -                              | -                              | Suède               | -         | -         | 3     | 0     |
| 2015-2016             | Beşiktaş JK           | D1                    | 1           | 0           | 3                     | 0                     | -          | -          | -                              | -                              | -                              | Suède               | -         | -         | 4     | 0     |
| Total sur la carrière | Total sur la carrière | Total sur la carrière | 82          | 4           | 8                     | 0                     | 1          | 0          | -                              | 3                              | 0                              | -                   | 21        | 3         | 115   | 7     |

## Palmarès
- Vainqueur de l'Euro espoirs 2015 avec l'équipe de Suède
- Championnat de Turquie en 2016
- Championnat de Suède en 2018